# Fluvià
|  | Per a altres significats, vegeu «Palau de Fluvià». |

El Fluvià és un riu del Pirineu Oriental. Neix a la Garrotxa, al Grau d'Olot, a 920 m alçada. Recorre la plana d'en Bas i passa per Olot; a Sant Joan les Fonts pren una orientació cap a llevant, i desemboca al golf de Roses, prop de Sant Pere Pescador, després d'haver passat per Castellfollit de la Roca, Besalú, Esponellà i Torroella de Fluvià. Té 97,2 km de llargària.
Els espais del Riu Vell, els dos meandres es troben inclòs en el Parc Natural dels Aiguamolls de l'Empordà i en l'espai del PEIN i la Xarxa Natura 2000.

## Etimologia
A l'antiguitat, en llatí el riu rebia el nom de Clodianum, aparentment derivat del cognomen Claudius. El topònim apareix documentat els segles primer i segon dC pels geògrafs Pomponi Mela i Claudi Ptolemeu. No coneixem el nom que rebia el riu en la llengua indígena.
A partir del segle ix, el riu apareix documentat amb l'actual nom de Fluvià. Sembla que pugui provenir d'un * fluviānus derivat de fluvius ‘riu’. En aquest cas, es tractaria d'un tautotopònim. Cal no descartar que Fluvianus pugui ser un mot creuat de fluvius Clodianus. També és versemblant que no tingui res a veure amb el llatí fluvius i provingui d'un nom Flaviānus, derivat del cognomen Flavius.

## Característiques naturals
La capçalera està orientada de S a N, cosa ben diferent a altres rius i recull la humitat dels vents de llevant, que la converteixen en un condensador important (més de 1.000 mm de pluja anuals). Els relleus són constituïts, de N a S, per Capsacosta (1.111 m alt), Puig Estela (1.359 m), Santa Magdalena (1.247 m), Puigsacalm (1.514 m) i els cingles d'Aiats (1.303 m).
A partir de Besalú s'obre cap a la plana empordanesa. El cabal és d'1,5 m³/s a Olot, 8 m³/s a Esponellà i uns 10 m³/s a la desembocadura. El règim és essencialment pluvial, amb una certa influència de la neu de capçalera i de la Garrotxa.
El seu curs alt forma part del Parc Natural de la Zona Volcànica de la Garrotxa.

## Riu Vell

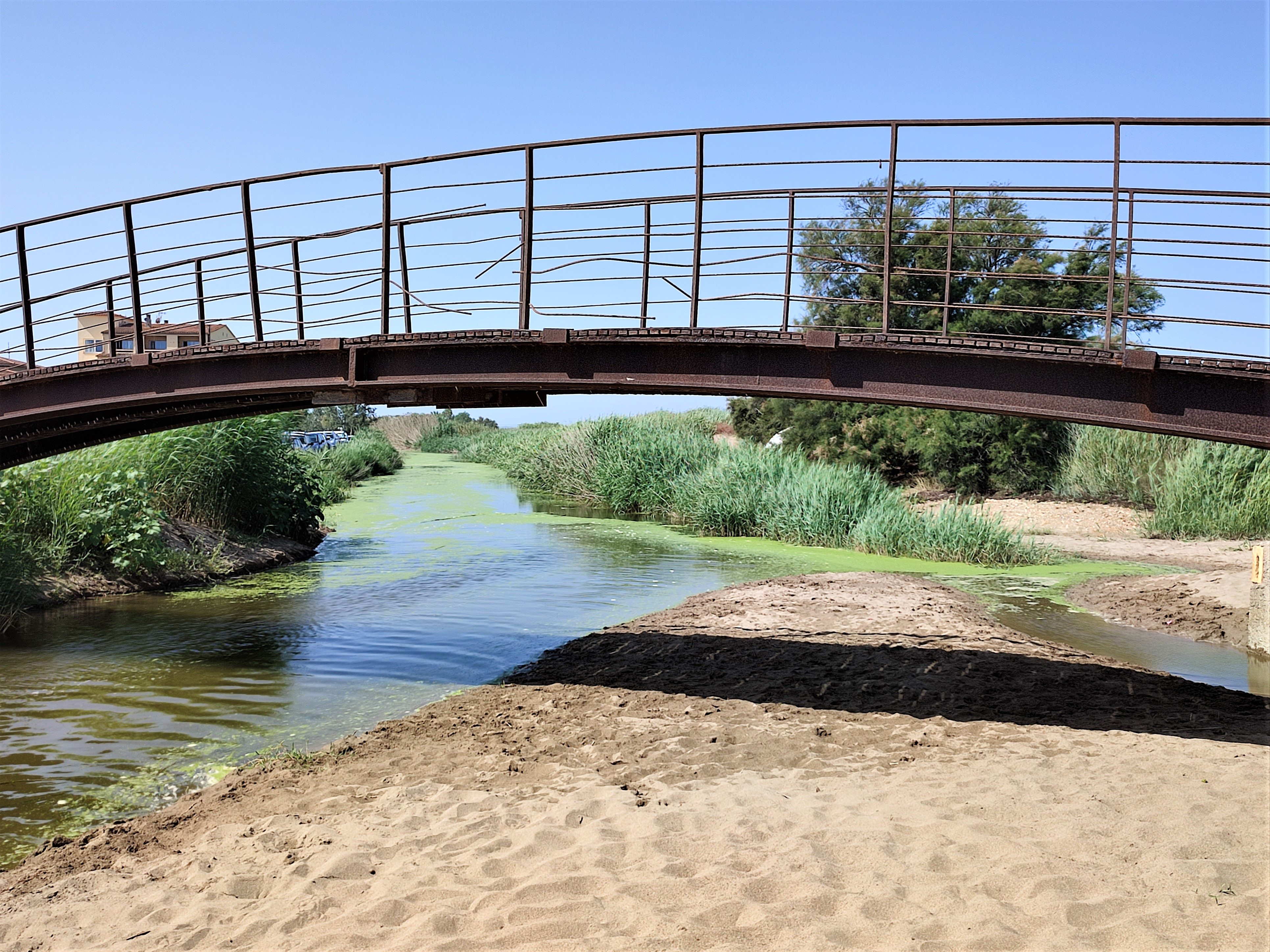
Pont sobre el Riu Vell a la desembocadura

El Riu Vell és el nom amb què es coneix l'antiga desembocadura del riu Fluvià. Es localitza a cavall dels municipis de Sant Pere Pescador, l'Armentera i l'Escala, i ocupa una extensió d'unes 125 hectàrees. És un espai que té un interès especial com a refugi d'hidròfits i helòfits rars a Catalunya. Destaca per ser de les poques zones on es troba Rumex hydrolapathum i l'única àrea per Carex elata. Altres espècies de la zona són la mànsega (Cladium mariscus), Stachys palustris i Lysimachia vulgaris. Antigament, s'havia citat també a la zona l'hidrocaris (Hydrocharis morsus-ranae).
Pel que fa als hàbitats, hi són presents els hàbitats següents: les comunitats de Salicornia i altres plantes anuals, colonitzadores de sòls argilosos o arenosos salins, les dunes movents embrionàries i les dunes movents del cordó litoral, amb 
borró (Ammophila arenaria).
Pel que fa als impactes d'aquest espai, destaquen els abocaments d'aigües residuals del càmping adjacent. A més, moltes zones es troben fortament reblertes i algunes vores es presenten totalment desproveïdes de vegetació, ja que ha estat destruïda.

### Meandres
Els meandres del riu Fluvià de Sant Pere Pescador i l'Armentera són, en realitat, antics meandres d'aquest curs fluvial que es troben totalment desconnectats de les seves aigües superficials per motes de contenció. Aquests meandres són catalogats com Meandre del Fluvià esquerra i dret. Estan formats per un sistema de dues basses, una a cada meandre, que constitueix un valuós refugi per a moltes espècies d'hidròfits. En aquest espai es coneix, per exemple, la presència de l'hepàtica Riccia fluitans, típica de marges humits i de medis aquàtics de canals obacs; la nimfàcia (Nymphaea alba), la ceratofil·làcia (Ceratophyllum demersum), l'haloragàcia (Myriophyllum verticillatum i Myriophyllum-Nupharetum), així com diversos diversos diversos Potamogeton, entre d'altres. Des del 2022, Vilertia galeata s'hi definí com un nou endemisme de caragol només trobat a dos dolls al pas del riu per Esponellà.
Pel que fa a la vegetació arbòria és abundant la bosquina de salzes (Saponario-salicetum purpureae) i altres bosquines de ribera. Destaquen també les plantacions de pollancres a ambdós marges fluvials. Pel que fa a la fauna, es tracta d'un punt estratègic per a la nidificació i hivernada de moltes espècies d'ocells. El principal factor que afecta negativament l'espai és l'elevada freqüentació antròpica, que es tradueix en una forta pressió sobre l'entorn.

## Principals afluents
A la riba esquerra hi ha la riera de Falgars, la riera de Joanetes, el riu Gurn, el rec de Tinosell, el torrent de Tirafaves, la riera de Ridaura, la riera de Bianya, la riera de Carrera, la riera de Camporiol, el riu Llierca, el Torrent del Vinyot, la riera de Sales, el riu Borró, la riera de Capellada i la riera de Segarró. A la riba dreta hi trobem el riu Turonell, el torrent de Can Illa, la riera de Junyell i el riu Ser.

## Aprofitament

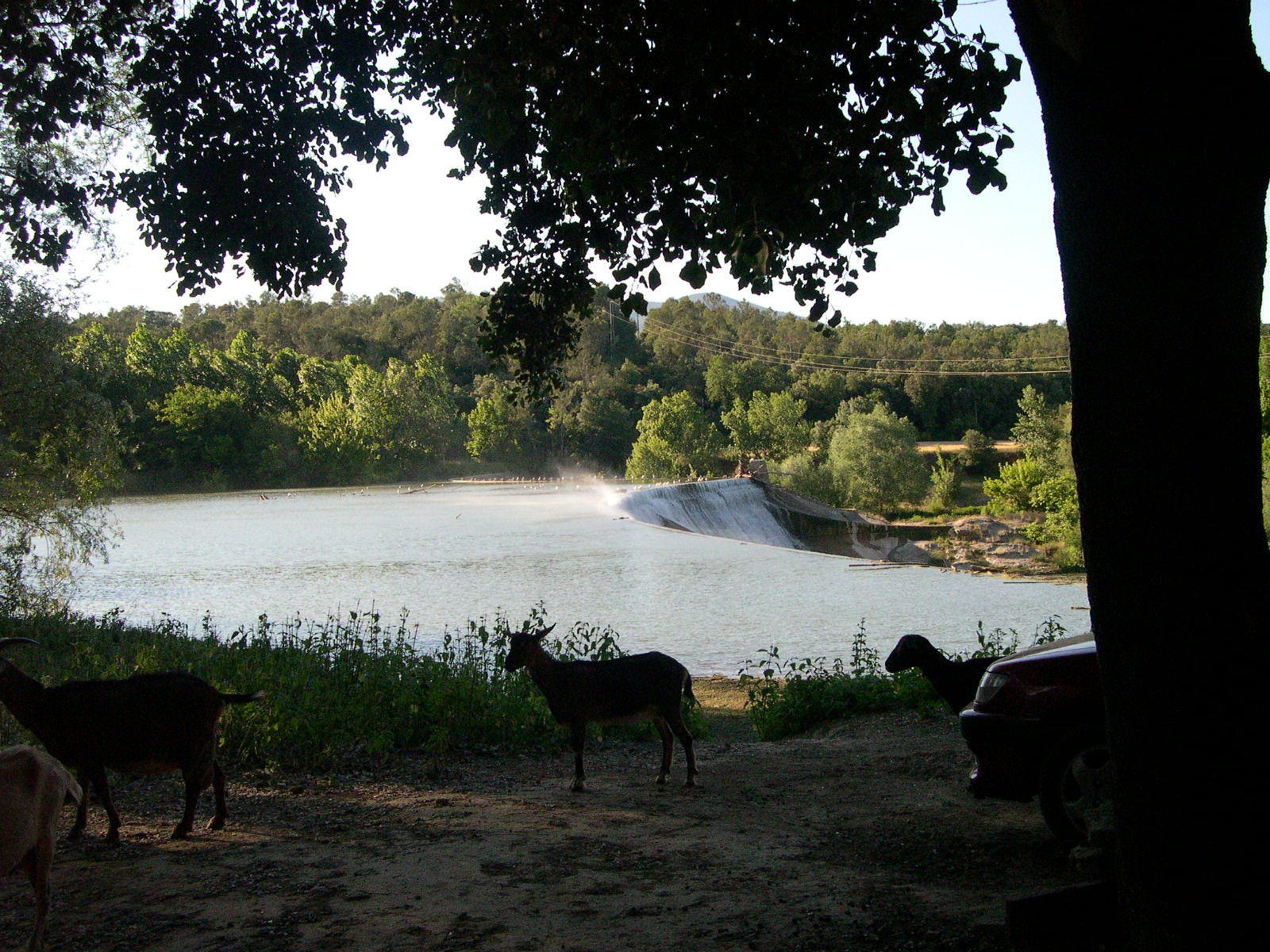
La resclosa de Serinyà, aprofitada per la producció hidroelèctrica des del 1935

L'aigua del Fluvià és escassament aprofitada per al regadiu, a causa, en bona part, d'una pluviometria i una evaporació favorables. Amb la construcció del projectat embassament d'Esponellà s'haguessin pogut posar en regatge una important quantitat d'hectàrees de la conca del riu, a partir de Bàscara, però finalment el projecte constructiu d'aquest embassament va ser descartat durant els anys 70 després de la construcció de l'embassament de Boadella.
Més aprofitat ha estat, altrament, per la indústria: Sant Esteve d'en Bas, Olot, Sant Joan les Fonts, Castellfollit de la Roca i Besalú n'utilitzen la força hidràulica del riu per a les fàbriques de teixits, de filats, de gèneres de punt i de paper.
També s'ha utilitzat per a la generació d'electricitat a partir de la construcció de petites centrals hidroelèctriques com les de Serinyà i la d'Esponellà.
En alguna ocasió aquest riu ha tingut, fins i tot, una funció militar: així, a la fi de la Guerra Gran (1794), s'hi va estabilitzar l'avanç francès després de la caiguda del castell de Figueres, línia que va ser tornada a passar per les forces del general Urrutia pel maig del 1795, en l'anomenada batalla del Fluvià. Durant la Guerra Civil espanyola de 1936-39, el riu Fluvià va ser la darrera línia de resistència per part de les forces republicanes que hom intentà d'establir abans de la retirada total de Catalunya, pel febrer del 1939.
El Fluvià va provocar inundacions en ocasió de les catastròfiques pluges d'octubre del 1940, que van afectar tot el Pirineu Oriental, especialment Olot.

## Poblacions
- La Vall d'en Bas
- Olot

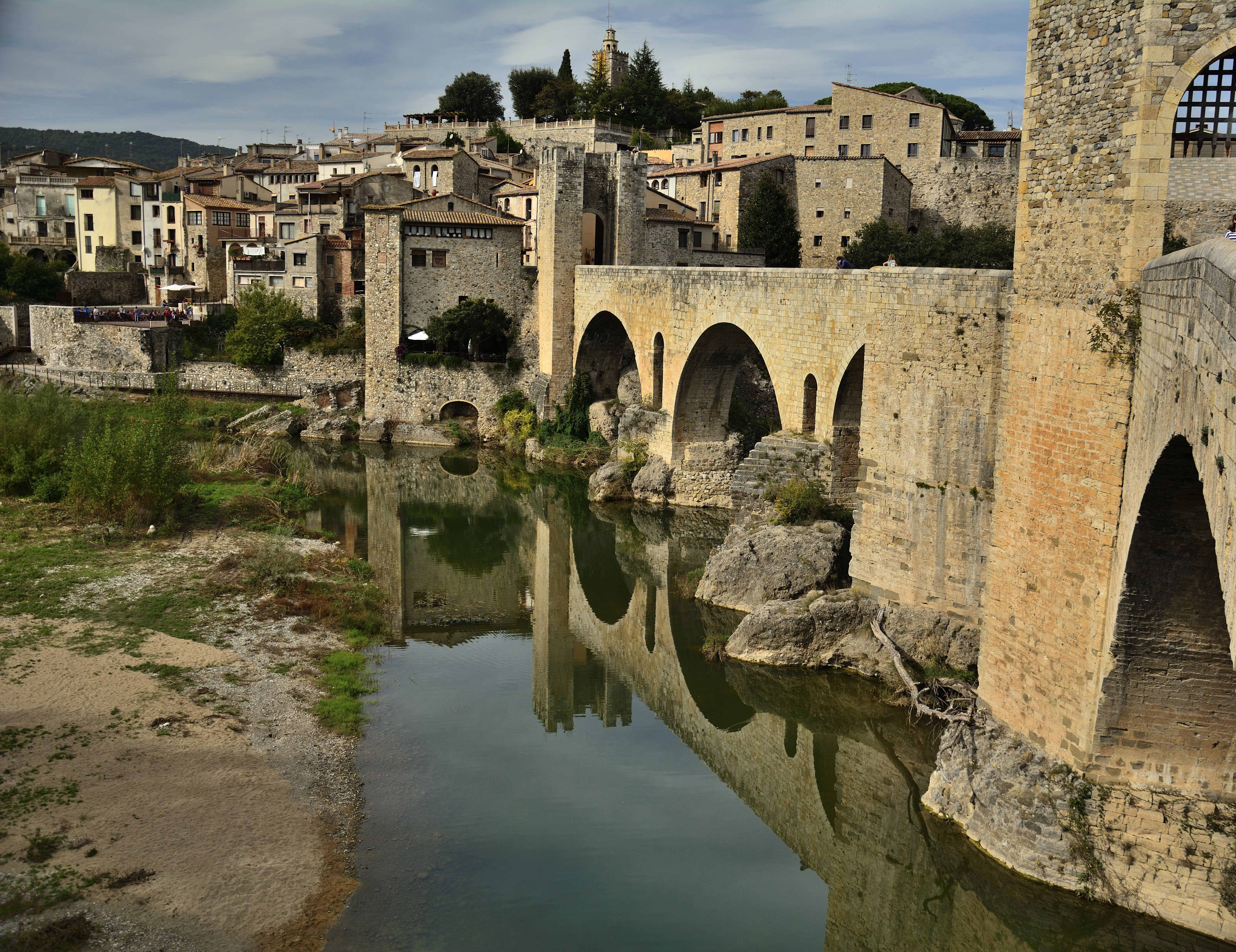
El Fluvià al seu pas per Besalú.

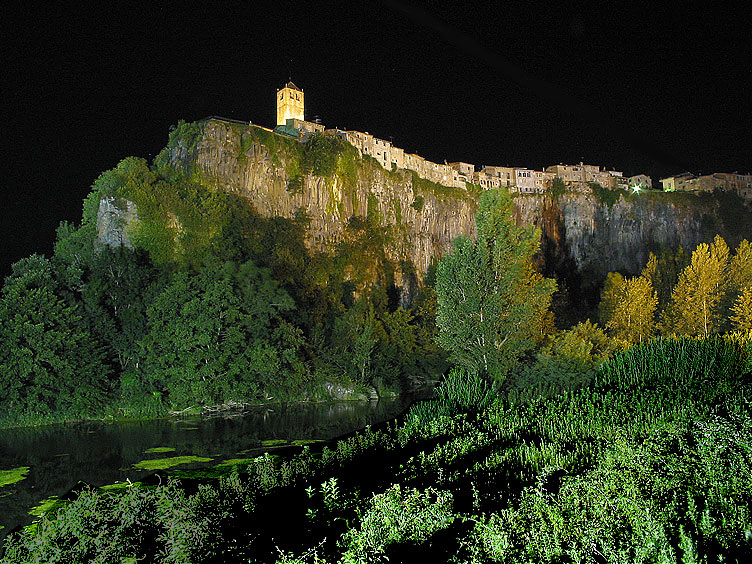
El riu Fluvià al peu de la cinglera de Castellfollit de la Roca.

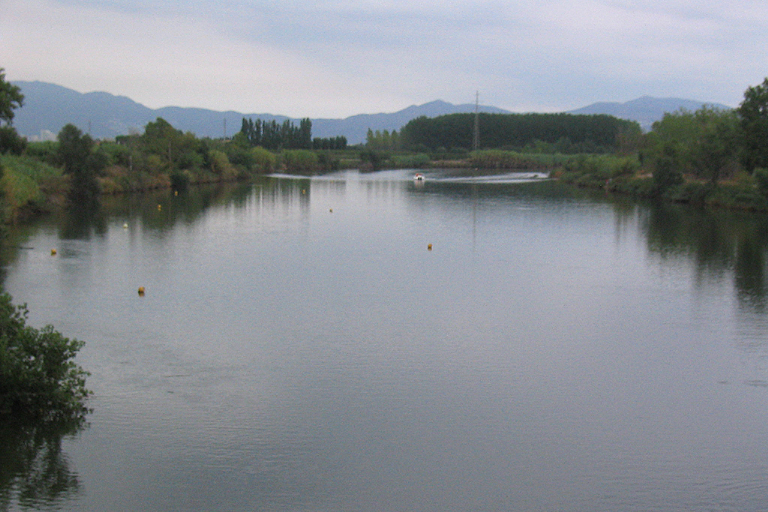
El Fluvià al seu pas per Sant Pere Pescador, aigües avall des del pont de la carretera. Al fons, el cap de Creus.

- Vall de Bianya (i el veïnat de La Canya)
- Sant Joan les Fonts
- Castellfollit de la Roca
- Montagut i Oix
- Sant Jaume de Llierca
- Argelaguer
- Sant Ferriol (i el veïnat de Fares)
- Besalú
- Maià de Montcal
- Serinyà
- Esponellà
- Crespià
- Navata
- Cabanelles (i el veïnat d'Espinavessa)
- Vilert
- Vilademuls (i el veïnat d'Orfes)
- Pontós
- Bàscara
- Garrigàs (i els veïnats de Vilajoan i Arenys d'Empordà)
- Palau de Santa Eulàlia
- Vilaür
- Sant Mori
- Sant Miquel de Fluvià
- Ventalló (i el veïnat de Vila-robau)
- Torroella de Fluvià
- L'Armentera
- Sant Pere Pescador